# Aminta (Tasso)
L'Aminta è una favola pastorale composta da Torquato Tasso nel 1573 e pubblicata nel 1580 circa.
Il Tasso stesso, allora ventinovenne, dopo aver composto l'opera in soli due mesi, aveva addestrato a una recitazione insolita i comici della Compagnia dei Gelosi, dove fra gli altri attori della commedia improvvisa erano già famosi Vittoria Piissimi, Simon Bolognese, Giulio Pasquati e Rinaldo Petignoni.
La prima rappresentazione ebbe luogo il 31 luglio 1573, al Belvedere di Ferrara. L'opera fu messa in scena senza i cori e gli intermezzi e forse senza l'episodio di Mopso. Riscosse un grande successo, tanto da essere richiesta l'anno successivo anche alla corte di Urbino, assecondando il desiderio della duchessa Lucrezia d'Este, amica dell'autore.
L'editio princeps risale al 1580, per i tipi di un editore cremonese. L'anno successivo l'Aminta fu stampata dalla casa editrice dei Manuzio.

## Trama
La trama si rifà al mito di Piramo e Tisbe, raccontato nelle Metamorfosi di Ovidio, differendone però completamente nel finale.
Un pastore, Aminta, s'innamora di una ninfa mortale, Silvia, ma non viene ricambiato. Dafne, amica di Silvia, consiglia ad Aminta di recarsi alla fonte dove si bagna di solito la ninfa. Silvia viene aggredita alla fonte da un satiro che si appresta a violentarla, quando interviene Aminta che la salva. Ma lei, ingrata, scappa senza ringraziarlo. Aminta trova un velo appartenente a Silvia sporco di sangue e pensa che sia stata sbranata dai lupi. Addolorato per la presunta morte dell'amata, decide di suicidarsi gettandosi da una rupe. Silvia, che in realtà non è morta, ricevuta la notizia del suicidio di Aminta, presa dal rimorso e resasi conto di amarlo, si avvicina al corpo piangendo disperata. Ma Aminta è ancora vivo, perché un cespuglio ha attutito la caduta: egli riprende i sensi, e la vicenda si conclude col coronamento dell'amore tra i due.

## L'opera
L'opera ha un tono piuttosto lirico che drammatico e fa l'elogio dell'età dell'oro, quando l'uomo viveva in contatto con la natura, libero dalle complicazioni della successiva civiltà. L'Aminta esprime "una fondamentale aspirazione dell'anima e della poesia tassiana: l'abbandono al piacere, a una voluttà obliosa, il vagheggiamento di un libero espandersi dell'anima e dei sensi, o meglio di una sensualità trasfigurata in dolcezza, in pura, immediata gioia vitale senza più la coscienza del limite e del peccato" (Pazzaglia). E s'inquadra benissimo nel clima della vita vagheggiata alla corte degli Estensi, alcune personalità della quale è forse possibile intravedere nei personaggi dell'opera. L'opera rispetta il principio aristotelico dell'unità di tempo, di luogo e di azione.
Si inserisce nel filone cinquecentesco del dramma pastorale, che aveva già fornito esempi degni di nota, quali L'Egle di Giovanni Battista Giraldi Cintio e il Sacrificio del Beccari, e troverà ulteriori sviluppi col Pastor fido di Guarini.
Per quanto l'Aminta sia stata spesso vista come un'opera leggera e rivelatrice di un Tasso cortigiano, interessato unicamente a creare un'opera d'intrattenimento o un «idillio», essa offre comunque lo spunto per cogliere la sensibilità delicata dell'autore, in una felice rappresentazione di stati d'animo vicini a quelli della vita quotidiana, con una magistrale fusione tra verità e fantasia.
In sostanza, il mondo dell'Aminta «è un mondo raffinato, e la stessa semplicità è un raffinamento».
L'amore è variamente concepito, secondo i dubbi e le tensioni che agitavano l'animo del Tasso: sentimento puro e dolce in Aminta; forza naturale a cui bisogna rispondere con disincanto per Tirsi; istinto bestiale nel satiro dei boschi.
L'opera sarà molto amata da Leopardi, che riprenderà proprio da questo testo i nomi di Silvia e Nerina, pseudonimi elevati a imperitura fama in A Silvia e Le ricordanze.
Grande estimatore di questo dramma sarà anche il poeta russo Lermontov, che nella sua primissima gioventù userà lo pseudonimo Aminta per pubblicare alcuni epigrammi.

## Struttura dell'opera
L'opera è divisa in 5 atti nell'edizione a stampa. Nei personaggi principali la critica ha creduto individuare intellettuali e cortigiani della cerchia dell'autore, per quanto si tratti soltanto di ipotesi verosimili:
- Aminta → Tasso, per l'indole sensibile e sentimentale
- Tirsi → Tasso, poiché fa riferimento alla sua attività poetica
- Silvia → Leonora d'Este
- Dafne → Lucrezia d'Este
- Batto → Battista Guarini
- Elpino → Giovan Battista Pigna
- Mopso → Sperone Speroni

Il mondo dell'Aminta è lo specchio infatti del Ducato di Ferrara, cui si fa riferimento come "città in riva al fiume".
Il primo atto ricerca un equilibrio classicista, dove infatti la favola boschereccia si apre con l'oggetto dell'amore e non con l'innamorato. Inoltre, è un atto bipartito in due scene simmetriche che vedono a confronto i due protagonisti, poiché si apre con Silvia e Dafne, la nutrice, in prima scena e nella seconda abbiamo Aminta e Tirsi, il consigliere. Dafne e Tirsi sono entrambi di età maggiore rispetto ai due giovani, fatto che allude a una differenza di sguardo sul mondo e sull'amore.
La favola deve dimostrare la formazione psicologica di Silvia e come i piaceri di Venere debbano essere conquistati attraverso una via ardua.
Per la comprensione dell'opera è necessario, come riferisce Tuveri nel suo saggio, citando il regista Luca Ronconi, indagare i fattori storici e sociali che, fuori dalla scena teatrale, permettono la piena comprensione dell'Aminta.

## Curiosità
- I primi versi dell'Aminta vennero registrati dall'inventore francese Édouard-Léon Scott de Martinville attraverso il suo fonautografo attorno al 1860. Tale fonautogramma è la prima registrazione nota di una voce umana che può essere riascoltata.